# 5-О-Кофеоилшикимовая кислота
5-О-Кофеои́лшики́мовая кислота (также известная как «даттеловая кислота» или «дактиловая кислота») — эфир кофейной кислоты и шикимовой кислоты. Кофеоилшикимовая кислота и её изомеры являются субстратами ферментативного потемнения фиников (Phoenix dactylifera).
Кофеоилшикимовая кислота — метаболит многих растений и животных.